# NGC 178
NGC 178 là một thiên hà vô định hình trong chòm sao Kình Ngư. Trình biên dịch của Danh mục tổng hợp mới, John Louis Emil Dreyer lưu ý rằng NGC 178 là "mờ nhạt, nhỏ, mở rộng nhiều 0 °, giữa sáng hơn". Nó được phát hiện vào ngày 3 tháng 11 năm 1885 bởi Ormond Stone.